# Gratz (Kentucky)
Gratz és una població dels Estats Units a l'estat de Kentucky. Segons el cens del 2000 tenia 89 habitants.

## Demografia
Segons el cens del 2000, Gratz tenia 89 habitants, 35 habitatges, i 24 famílies. La densitat de població era de 98,2 habitants/km².
Dels 35 habitatges en un 28,6% hi vivien nens de menys de 18 anys, en un 60% hi vivien parelles casades, en un 2,9% dones solteres, i en un 31,4% no eren unitats familiars. En el 28,6% dels habitatges hi vivien persones soles el 5,7% de les quals corresponia a persones de 65 anys o més que vivien soles. El nombre mitjà de persones vivint en cada habitatge era de 2,54 i el nombre mitjà de persones que vivien en cada família era de 3,17.
Per edats la població es repartia de la següent manera: un 24,7% tenia menys de 18 anys, un 13,5% entre 18 i 24, un 30,3% entre 25 i 44, un 20,2% de 45 a 60 i un 11,2% 65 anys o més.
L'edat mediana era de 33 anys. Per cada 100 dones de 18 o més anys hi havia 123,3 homes.
La renda mediana per habitatge era de 14.167 $ i la renda mediana per família de 23.750 $. Els homes tenien una renda mediana de 16.250 $ mentre que les dones 20.750 $. La renda per capita de la població era de 9.217 $. Entorn del 12,5% de les famílies i el 28% de la població estaven per davall del llindar de pobresa.

## Poblacions més properes
El següent diagrama mostra les poblacions més properes.